# Thomas Neelands
Pour les articles homonymes, voir Neelands.
Thomas Fletcher Neelands (8 mars 1862-2 décembre 1944) est un homme politique canadien de la Colombie-Britannique. Il est le 9e maire de la ville de Vancouver de 1902 à 1903.

## Biographie
Né dans le comté de Carleton (en) , Neelands s'établit à Vancouver en 1886. Il sert comme conseiller municipal de Vancouver pendant quatre ans.
Neelands meurt en décembre 1944 à l'âge de 82 ans. Il est inhumé sur le terrain des Odd Fellows du cimetière Mountain View (en).